# Scott Speedman
Robert Scott Speedman (Londres, 1 de setembro de 1975) é um ator Inglês. 
É conhecido por seu papel na saga Anjos da Noite, como o híbrido Michael. Também ficou famoso por sua atuação na série Felicity, onde fazia o par romântico de Keri Russell, Ben Covington.

## Biografia
Nascido em Londres e criado em Toronto (Canadá), Scott passou a maior parte de sua adolescência praticando esportes, seguindo os passos de sua mãe que bateu um record em corrida. Dos 12 aos 14 anos, participou numa equipa de revezamento de natação que bateu um record nacional de 400 metros medley. Em 1992, como membro da Equipe Júnior de Natação do Canadá, ia participar das Olimpíadas, mas teve que abandonar o esporte por causa de uma lesão no pescoço. 
Scott descobriu sua paixão por atuar, quando, por causa de uma aposta, apareceu em um programa de televisão chamado Speaker's Corner, em que as pessoas falam o que quiserem. Ele falou que tinha interesse em fazer o papel do Boy Wonder no filme Batman Forever que estava fazendo testes para o elenco em Toronto naquela época. Depois de duas semanas, Scott recebeu um telefonema da Warner Bros. para fazer o teste. Mesmo não tendo sido o escolhido, o diretor de elenco ficou impressionado com seu talento e o colocou em contato com um agente. 

## Carreira
Logo, Scoot já chamava atenção através de seu trabalho no curta Can I Get a Witness que passou, em 1996, no Festival Internacional de Toronto. Logo depois, fez o papel principal no filme independente Kitchen Party. Então, Scott começou a estudar em Nova York até fazer o papel de Ben Covington, seu primeiro papel na televisão americana. 
Foi em Felicity, em 1998, que Scott ficou conhecido mundialmente na pele de Ben Covigton, um dos protagonistas do série. Ben foi o primeiro amor da personagem Felicity e ao longo do seriado viviam entre idas e vindas. Durante quatro temporadas, Scott permaneceu ao lado de Keri Russell e Scott Foley, sendo um dos únicos personagens que apareceu em todos os episódios da série. Scott também pode mostrar suas habilidades como nadador, já que seu personagem Ben treinava com o time de natação da faculdade.
Scott foi juntamente com Kate Beckinsale, protagonista do filme Underworld (Anjos da noite) uma franquia de grande sucesso vindo a fazer também Underworld: Evolution. Em 2014, protagonizou junto com Evan Rachel Wood, o filme O Seu Jeito de Andar dirigido por Andrew Fleming.
Em seu tempo livre, Scott gosta de correr, caminhar, acampar, ler e jogar basquete e ténis. Atualmente, divide seu tempo entre Los Angeles e Toronto.